# Luis (voornaam)
Luis (ook wel: Luís) is een Spaans- en Portugeestalige voornaam. Het Nederlandse equivalent van Luis is Lodewijk en ook het Franse Louis wordt veel gehoord.
Luis wordt uitgesproken met de klemtoon op i.
Bekende mensen genaamd Luis zijn:
- Luis Abarca, Chileens voetballer
- Luis Amado-Blanco, Cubaans diplomaat
- Luis Buñuel, Spaans regisseur
- Luis Donaldo Colosio, Mexicaans politicus
- Luis Echeverría, Mexicaans president
- Luis Enrique Martínez, Spaans voetballer
- Luis Ernesto Derbez, Mexicaans politicus en diplomaat
- Luis Fernández, Frans voetballer en voetbalcoach
- Luis Fajardo, Colombiaans voetballer
- Luís Figo, Portugees voetballer
- Luis García Sanz, Spaans voetballer
- Luis González, Argentijns voetballer
- Luis Herrera Campins, president van Venezuela
- Luis Herrera Herrera, Colombiaans wielrenner
- Luiz Inácio Lula da Silva, president van Brazilië
- Luis Ramírez de Lucena, Spaans dichter en schaker
- Luis de Molina, Spaans filosoof en theoloog
- Luis Musrri, Chileens voetballer en voetbalcoach
- Luis Núñez, Colombiaans voetballer
- Luis Ocaña, Spaans wielrenner
- Luis Francisco Pérez, Colombiaans voetballer
- Luis Posada, Cubaans terrorist
- Luis León Sánchez, Spaans wielrenner
- Luis Suárez, Spaans voetballer
- Luis Suárez, Uruguayaans voetballer
- Luis de Zúñiga y Requesens, Spaanse landvoogd

Vorsten die in het Spaans en Portugees Luis heten maar in het Nederlands doorgaans Lodewijk worden genoemd:
- Koning Lodewijk I van Spanje
- Koning Lodewijk I van Portugal
- Luis was ook de naam van een krachtige orkaan, die in 1995 onder andere Sint-Maarten teisterde.